# Fallout 3
Fallout 3 är ett actionrollspel utvecklat av Bethesda Game Studios, som lanserades internationellt i oktober 2008 till Microsoft Windows, Playstation 3 och Xbox 360. Det är det tredje huvudspelet i Fallout-serien och det första spelet som gavs ut av Bethesda Softworks, efter att de hade köpt licensrättigheterna till spelserien från Interplay Entertainment under 2004. 
Fallout 3 utspelar sig i en postapokalyptisk öppen spelvärld som omfattar en region bestående av ruinerna av Washington, D.C. och en stor del av landsbygden väster om staden, känt som Capital Wasteland. Världen skildras i en alternativ tidslinje med teknik från atomåldern, som låg till grund för världens förintelse av ett kärnvapenkrig 2077. Kriget kallas för The Great War och orsakades av en stor internationell konflikt mellan USA och Kina rörande jordens natur- och petroleumresurser. Den huvudsakliga berättelsen äger rum 2277, cirka 36 år efter händelserna i Fallout 2 även om Fallout 3 inte är en direkt uppföljare till detta spel. Spelaren tar kontroll över en invånare från Vault 101, ett av flera skyddsrum som skapades före The Great War för att skydda cirka 1 000 människor från radioaktivt nedfall, som tvingas ge sig ut i Capital Wasteland för att leta efter sin far efter att han har försvunnit från skyddsrummet under mystiska omständigheter. Spelaren försöker så småningom slutföra sin fars livsprojekt samtidigt som denne strider mot Enclave, en fientlig organisation som är lämningarna av det som en gång var USA:s federala regering, vilka är ute efter att stjäla faderns arbete för sina egna syften. 
Mottagandet av spelet var i första hand starkt positivt och recensenterna berömde Fallout 3:s spelupplägg och flexibilitet. Fallout 3 anses vara ett av de bästa datorspelen genom tiderna och det mottog flera Game of the Year-utmärkelser. NPD Group uppskattade att Fallout 3 såldes i över 610 000 exemplar under sin första månad på marknaden, vilket var en ökning jämfört med Bethesdas tidigare spel The Elder Scrolls IV: Oblivion, som såldes i nästan 500 000 exemplar under den första månaden. Bethesda släppte under 2009 fem nedladdningsbara innehållspaket till Fallout 3. Spelet drabbades av kontroverser vid lanseringen i vissa länder: i Australien för sin användning av alkohol och droger, i Indien för kulturella och religiösa anledningar och i Japan på grund av spelets skildring av atomdetonationer i bebodda områden.

## Spelupplägg
Till skillnad från tidigare spel i Fallout-serien spelas Fallout 3 från ett förstapersonsperspektiv. Spelaren har dock möjlighet att växla mellan detta och ett tredjepersonsperspektiv när som helst efter spelets inledning. Medan många element från 
tidigare Fallout-spel återanvänds, såsom S.P.E.C.I.A.L.-systemet och några av de fiender som spelaren stöter på, är stridssystemet helt annorlunda och nya funktioner har lagts till.

### Figurskapande och attribut

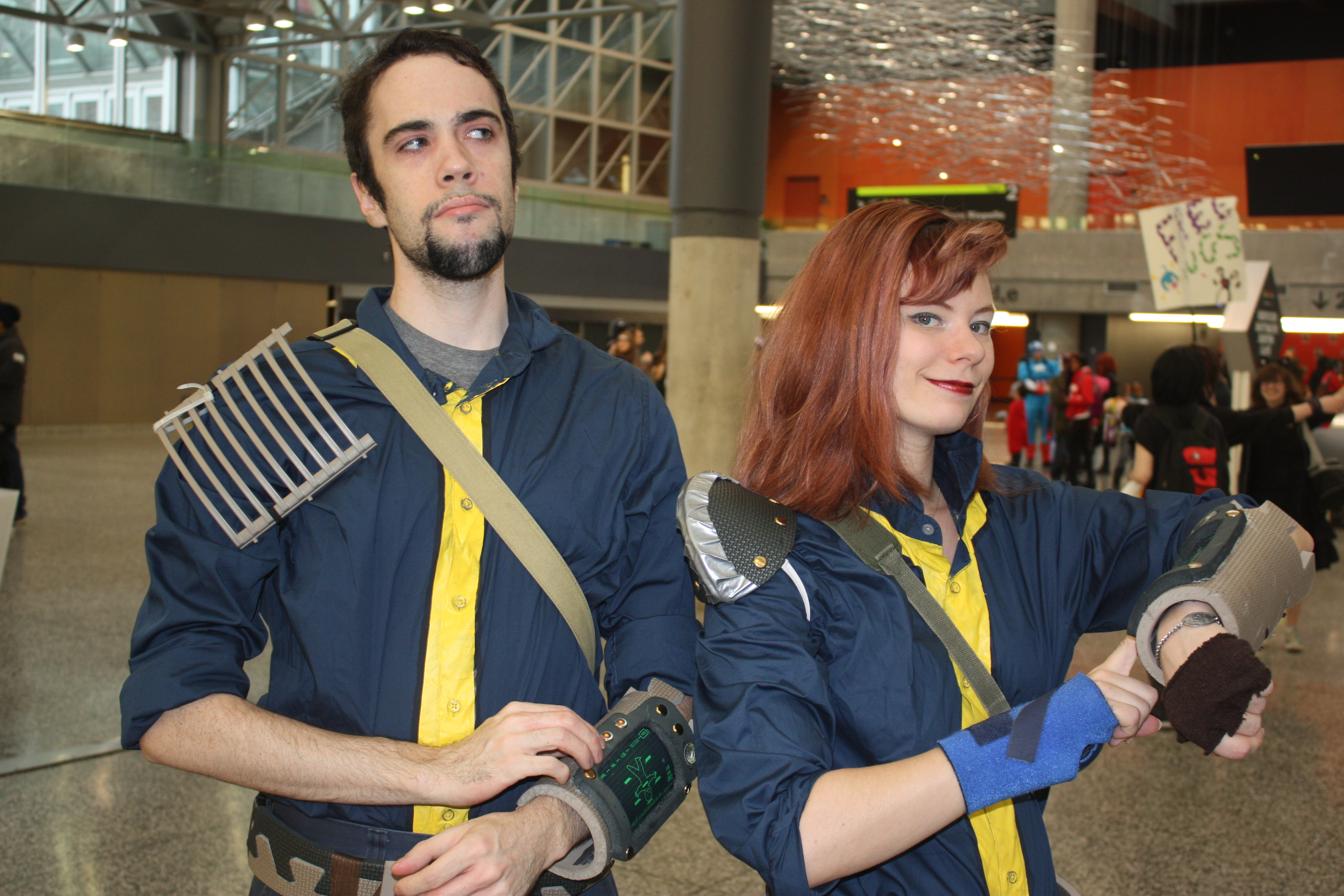
I Fallout 3 är det möjligt för spelaren att välja sin spelfigurs utseende, ras, kön och namn.

Spelaren kan skapa sin spelfigur genom en handledningsprolog som omfattar figurens barndom och under denna får spelaren hjälp om hur figuren kan röra sig, strida, interagera med spelvärlden samt hur spelets HUD och handdator Pip-Boy 3000 används. Figurskapandet görs stegvis där spelaren bestämmer figurens utseende, ras, kön och namn. Därefter anpassar spelaren sin figurs primära attribut via S.P.E.C.I.A.L.-systemet – som innefattar Strength (styrka), Perception (uppfattningsförmåga), Endurance (uthållighet), Charisma (karisma), Intelligence (intelligens), Agility (smidighet) och Luck (tur) – och fastställer basnivån för de färdigheter som spelet använder. Vilka tre färdigheter som figuren fokuserar på kan antingen bestämmas av de svar som spelaren ger vid vissa frågor eller genom att dessa väljs manuellt. Figurskapandet slutförs inte förrän spelaren lämnar Vault 101 och kommer ut i Capital Wasteland, där möjligheten att ändra sin figurs utseende, primära attribut och färdigheter är möjligt om spelaren inte är nöjd med sina föregående val.
När spelaren tar sig vidare i Fallout 3 kommer figuren att tjäna erfarenhetspoäng genom att utföra olika handlingar såsom att slutföra ett uppdrag eller döda fiender. En ny nivå nås när spelaren har en tillräcklig mängd erfarenhetspoäng, vilket ger spelaren möjligheten att fördela poäng till olika färdigheter. Detta i sin tur förbättrar och gör färdigheterna mer effektiva, där till exempel en högre låsdyrkningsfärdighet tillåter spelaren att öppna låsta dörrar och behållare medan en högre medicinfärdighet ökar mängden skadepoäng som figuren får vid användandet av läkemedlet Stimpaks. När figuren uppnår sin andra nivå erbjuds förmåner som ger fördelar av varierande kvaliteter och former såsom att kunna bära fler objekt, hitta mer ammunition i behållare och få en större chans att utdela kritiska skador mot fiender. Många förmåner har en del förutsättningar som måste vara uppfyllda innan de kan delas ut och som ofta kräver att figuren har nått en viss nivå. Ytterligare förbättringar av färdighetsnivåerna kan göras genom att använda sig av specifika böcker, som ger en permanent ökning av dessa nivåer. Utöver detta kan spelaren leta efter tjugo bobbleheads, som ger bonus till både färdigheter och primära attribut.
En viktig statistisk parameter som lagras i Fallout 3 är karma, som påverkas av de val och handlingar som figuren utför under spelets gång. Exempel på positiva handlingar för karma är att frigöra fångar eller hjälpa andra spelfigurer medan negativa handlingar bland annat är att döda godhjärtade figurer eller att stjäla. Hur pass grova handlingarna är påverkar karmagraden, där till exempel fickstölder genererar mindre negativ karma än dödandet av en godhjärtad figur. Karma kan ha påtagliga effekter på spelaren. Utöver karmas egenskap att ändra spelets händelser, eftersom det kan påverka vilket slut som spelaren får, kan karma även ändra de dialoger figuren har med icke spelbara figurer, framkalla unika reaktioner från andra figurer och ge tillgång till vissa förmåner som kräver en viss karmanivå. Även spelarens relationer med de olika fraktionerna som förekommer i Fallout 3 skiljer sig, där två grupper eller bosättningar i spelet kan betrakta figuren på motsatt sätt beroende på spelarens beteende.

### Hälsa, vapen och utstyrsel

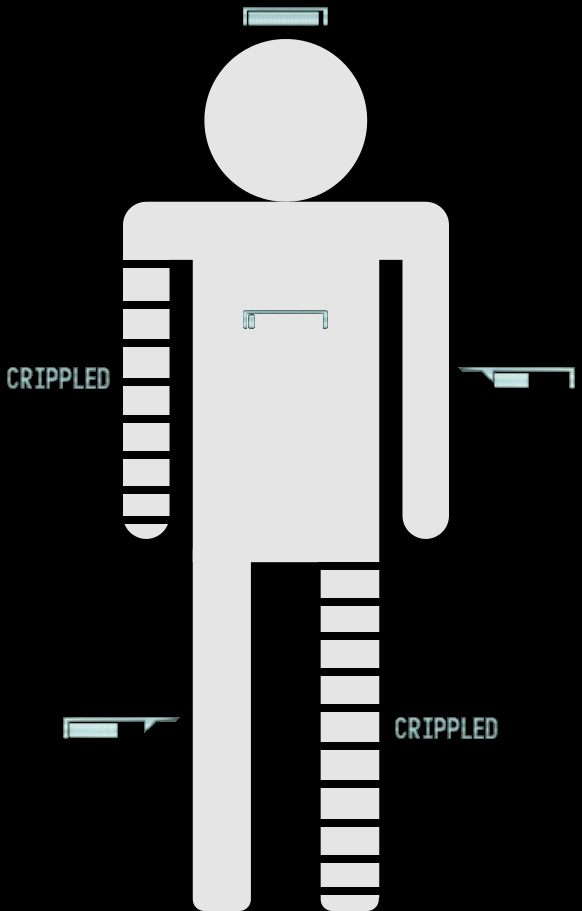
Skadas figurens lemmar tillräckligt mycket blir denne ledbruten, vilket leder till negativa statuseffekter såsom suddig syn eller minskad rörelsehastighet.

Spelfigurens hälsa är uppdelad mellan två olika typer: skadepoäng och lemmar. Skadepoäng är den allmänna mängden hälsa som en figur och andra icke spelbara figurer har, vare sig de är vänligt inställda, neutrala eller fientliga. Skadepoängen minskar när figuren skadas antingen via strider, utlösta fällor, fall från höga höjder eller av egen åsamkad skada. Hälsan i figurens lemmar är specifik för varje del av kroppen – armarna, benen, huvudet och överkroppen; icke mänskliga varelser och robotar har dock olika typer av bihang som kan skilja sig från dessa. Lemmarna kan skadas på samma sätt som skadepoäng, men när dessa skadas blir spelaren ledbruten och det framkallar en negativ statuseffekt såsom suddig syn, om huvudet är gravt skadat, eller minskad rörelsehastighet, om ett eller båda benen blir tillräckligt sårade. Både skadepoäng och lemmar kan läkas med hjälp av Stimpaks, sömn eller läkarbesök medan skadepoäng även långsamt kan återfås genom att konsumera mat och drycker. Figuren kan också påverkas av negativa hälsoeffekter såsom strålningsförgiftning eller utsättningsbesvär. Utsättningsbesvären uppstår när figuren blir beroende av droger och alkohol och det ger negativa effekter om spelaren inte fortsätter med sitt missbruk. Strålningsförgiftning sker däremot när figuren absorberar strålning antingen genom att gå förbi områden med bakgrundsstrålning eller genom intagandet av mat och drycker som bestrålats med en liten mängd strålning. Dessa negativa hälsoeffekter kan påverka S.P.E.C.I.A.L.-attributen och kan behandlas av läkare, där strålningsförgiftningen även kan reduceras med hjälp av läkemedlet RadAway. Vidare kan mängden bakgrundsstrålning som absorberas av figuren minskas genom att använda sig av läkemedlet Rad-X och speciella skyddsdräkter, i och med att dessa förbättrar motståndskraften mot strålning.
Samtliga vapen och utstyrslar som finns i Capital Wasteland, oavsett om det är en pistol eller mer provisoriska vapen såsom ett blyrör, kommer att försämras med tiden ju mer de används och de blir därmed mindre effektiva. Skjutvapen som är i sämre skick gör mindre skada och fastnar eventuellt när de ska laddas om medan utstyrslar i sämre skick blir mindre skyddande i och med att dessa gradvis absorberar skada från attacker. När för mycket skada har gjort mot ett objekt kommer det att gå sönder och kan inte längre användas. För att säkerställa att vapen och utstyrslar fungerar effektivt måste dessa underhållas och repareras med jämna mellanrum. Detta kan göras på två olika sätt: den första metoden går ut på att hitta vissa försäljare som kan reparera objektet. Dock beror skicket på reparationen på försäljarens kompetensnivå medan kostnaden för reparationen beror på själva objektet i sig. Den andra metoden går ut på att spelaren hittar ett liknande exemplar av det objekt som behöver repareras och med hjälp av detta utför reparationen själv. Hur mycket spelaren kan reparera själv beror på figurens egen färdighetsnivå gällande reparationer.
Förutom att hitta vapen ute i Capital Wasteland kan spelaren även skapa sina egna. För att kunna skapa egna vapen måste spelaren använda sig av en arbetsbänk och antingen skaffa de nödvändiga ritningar eller ha den rätta förmånen samt ha tillgång till de föremål som behövs för att göra vapnen. Dessa vapen brukar ha betydande fördelar jämfört med andra vapen i sitt slag. Varje vapenritning har tre kopior som kan hittas under spelets gång och dessa i sig har ytterligare kopior som förbättrar funktionen eller antalet hos de vapen som producerats vid en arbetsbänk. En högre färdighetsnivå gällande reparationer resulterar i ett bättre grundtillstånd för dessa vapen. Vapenritningar kan antingen hittas på vissa platser, köpas från försäljare eller tas emot som belöning efter ett avslutat uppdrag.

### V.A.T.S.

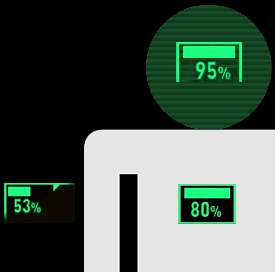
Vault-Tec Assisted Targeting System (V.A.T.S.) hjälper spelaren att sikta på specifika områden på sin fiende.

Vault-Tec Assisted Targeting System (V.A.T.S.) är ett nytt spelelement för Fallout-serien och spelar en viktig roll vid spelets strider. V.A.T.S. beskrivs av utvecklarna på Bethesda som en hybrid mellan turordningsbaserade strider och realtidsstrider. Samtidigt som spelaren använder sig av V.A.T.S. pausas realtidsstriden och blir till en turordningsbaserad strid från olika kameravinklar, som kan liknas vid bullet-time. Användningen av V.A.T.S. kostar handlingspoäng, vars mängd baseras på vilket vapen som används och som på så sätt begränsar antalet handlingar en spelare kan göra under loppet av en stridsomgång. Med hjälp av V.A.T.S. kan spelaren inte bara växla mellan flera olika mål, om det finns mer än ett sådant i sikte, utan också sikta mot specifika områden på dessa mål för att åsamka olika sorters skador. Spelaren kan antingen sikta mot en fiendes huvud för att döda denne snabbt, sikta mot benen för att hindra dess rörelser eller skjuta på dess vapen för att avväpna fienden. Vissa fiender försätts i en sorts bärsärkagång när de träffas på specifika områden. Chansen att träffa ett specifikt område, som visas genom en procenttal, är beroende av det vapen som används samt avståndet mellan spelfiguren och målet, där en figur som har en högre nivå när denne använder V.A.T.S. mer sannolikt kommer att träffa ett mål än en figur med en lägre nivå. Skjutvapen har möjligheten att träffa specifika lemmar medan närstridsvapen fokuserar på målet i sin helhet vid användningen av V.A.T.S. Användningen av V.A.T.S. har den effekt att det eliminerar de flesta av spelets aspekter som gör det till en förstapersonsskjutare, i och med att siktandet tas över av datorn och spelaren blir tillfälligt oförmögen att röra sig.

### Följeslagare
Under spelets gång kan spelfiguren åtföljas av en icke spelbar följeslagare, som kan hjälpa till vid strider. Vilken följeslagare som följer figuren beror på vem spelaren själv väljer och det är möjligt att undvika alla följeslagare beroende på hur Fallout 3 spelas. Endast en följeslagare kan följa med figuren åt gången och om spelaren vill ta med sig en annan följeslagare måste den tidigare antingen skickas iväg, vilket kan ske frivilligt eller som en följd av andra händelser, eller dö i strid. En unik följeslagare som spelaren kan välja att ha med sig är en hund vid namn Dogmeat, som kan dö under spelets gång om spelaren antingen missbrukar honom eller placerar honom i en livsfarlig situation. Med Dogmeat vid sin sida kan figuren även ha med sig fler följeslagare utan problem. Med det nedladdningsbara innehållspaketet Broken Steel kan Dogmeat ersättas förutsatt att spelaren har en förmån som ger möjligheten att skaffa en annan hund.

## Handling

### Bakgrund
Fallout 3 utspelar sig år 2277, tvåhundra år efter The Great War, i en region som täcker större delen av den förintade staden Washington, D.C., norra Virginia och delar av Maryland. Spelets landskap innehåller flera krigshärjade landmärken som finns i verkligheten såsom Vita huset, Jefferson- och Lincolnmonumenten, Kapitolium, Kongressbiblioteket, Arlingtonkyrkogården och Washingtonmonumentet. Det finns ett antal bosättningar runt om Capital Wasteland som bebos av ättlingar till överlevarna från The Great War; bland annat finns en bosättning som byggts runt en odetonerad bomb, en annan som huvudsakligen bebos av muterade invånare och en bosättning som byggts upp i resterna av ett hangarfartyg. Washington, D.C. kan utforskas av spelaren även om en stor del av de inre zonerna är avskurna av spillror och bråte som ligger på vägarna. Detta medför att spelaren endast kan ta sig till de inre zonerna via stadens tunnelbanetunnlar, som är löst baserade på Washingtons tunnelbana.
Regionen har två stora fraktioner: Enclave och Brotherhood of Steel, som båda skiljer sig från sina motsvarigheter i västra USA. Medan Enclave påminner om den gren som håller till i väst försöker den östra grenen av Brotherhood of Steel att hjälpa människorna i Capital Wasteland. Dock avvisade en liten utbrytargrupp av Brotherhood of Steel detta och blev således utstötta och upptog då det ursprungliga målet att säkra högteknologin. Andra fraktioner inkluderar en liten grupp av före detta slavar som vill inspirera andra till att befria sig själva genom att återställa Lincolnmonumentet, en vampyrliknande grupp som dricker blod samt en grupp som brukar en region av Capital Wasteland där växter förekommer i rikliga mängder. Washington, D.C. och dess omnejd är till mestadel ogästvänligt och spelaren kommer att stöta på flera faror såsom våldsamma plundrare och muterade varelser.

### Synopsis
Den 13 juli 2258 föds spelfiguren och dennes uppväxt sker i skyddsrummet Vault 101. Figurens mor Catherine (röst av Karen Carbone) dör i barnsäng och figuren uppfostras av sin far James (röst av Liam Neeson), en läkare och vetenskapsman som arbetar i Vault 101:s klinik. Under figurens uppväxt berättar James om Catherine och om hennes favoritbibelvers – Uppenbarelseboken 21:6, som talar om "livets vatten". Under figurens nittonde födelsedag år 2277 har James plötsligt försvunnit från Vault 101, vilket gör att skyddsrummets förman Alphonse Almodovar (röst av Duncan Hood) låser Vault 101 och skickar säkerhetsstyrkor efter James barn. Med hjälp av förmannens dotter Amata (röst av Stephanie Joy, som barn, och Odette Yustman, som vuxen) lyckas figuren fly från skyddsrummet och inleder då sitt sökande efter sin far i Capital Wasteland. Först tar sig figuren till den närbelägna staden Megaton, uppkallad efter en vilande men fortfarande aktiv atombomb som är placerad i mitten av staden. Sökandet fortsätter i ruinerna av Washington, D.C. och på radiostationen Galaxy News Radio. Efter att figuren har hjälpt radiostationens DJ Three Dog (röst av Erik Todd Dellums) ges denne smeknamnet Lone Wanderer. Lone Wanderer vägleds av Three Dog till Rivet City, ett övergivet hangarfartyg som tjänar som en befäst bosättning, där figuren möter Dr. Madison Li (röst av Jennifer Massey) som tidigare arbetat tillsammans med James. Li informerar Lone Wanderer att dennes föräldrar inte var födda i Vault 101 utan att de levde i Capital Wasteland, där de arbetade tillsammans och tänkte ut en plan för hur de skulle kunna rena allt vatten i vattenmagasinet Tidal Basin och så småningom hela Potomacfloden. Denna process skulle ske med hjälp av en gigantisk vattenrenare, konstruerad i Jeffersonmonumentet. De kallade sitt arbete för Purityprojektet, men projektet avslutades drastiskt när Catherine dog. James valde då att överge projektet och istället leta efter en säker plats där han kunde uppfostra sitt barn, vilket ledde honom till Vault 101.
Lone Wanderer får veta att James försöker starta upp projektet igen och fortsätta sitt arbete genom att förvärva ett Garden of Eden Creation Kit (G.E.C.K.). Lone Wanderer spårar upp honom i Vault 112 och frigör honom från ett virtuellt verklighetsprogram, som drivs av skyddsrummets sadistiske förman Dr. Stanislaus Braun (röst av Dee Bradley Baker); James hade sökt upp Braun för att få information om ett G.E.C.K.. Lone Wanderer återförenas med sin far och återvänder till Rivet City, där Li och övriga projektmedlemmar rekryteras för att fortsätta med Purityprojektet i Jeffersonmonumentet. Precis när de påbörjar testfasen i projektet stormas monumentet av Enclave. James uppmanar Lone Wanderer att avsluta hans arbete och hitta ett G.E.C.K., vilket sker precis innan James offrar sig själv för att förhindra Enclaves militära ledare, överste Augustus Autumn (röst av Peter Gil), från att ta kontroll över hans arbete. Lone Wanderer för de återstående projektmedlemmarna i säkerhet och tar kontakt med Brotherhood of Steel, som huserar i Pentagons ruiner som går under namnet Citadel. Med hjälp av Brotherhood of Steel reser Lone Wanderer till Vault 87, som har använts som ett testområde för Forced Evolutionary Virus (FEV), och hittar där ett G.E.C.K.. På vägen ut blir dock Lone Wanderer överfallen av överste Autumns soldater. De beslagtar G.E.C.K. och tillfångatar Lone Wanderer.
Vid Enclaves högkvarter i Raven Rock blir Lone Wanderer befriad från sin cell av Enclaves ledare, president John Henry Eden (röst av Malcolm McDowell), som begär en privat audiens med Lone Wanderer. Överste Autumn trotsar dock Edens order, tar befälet över Enclaves militär och beordrar att Lone Wanderer ska dödas. Trots bakslaget möter Lone Wanderer president Eden, som visar sig vara en ZAX-superdator som tagit kontroll över Enclave efter det att den tidigare presidenten Dick Richardson dödats på USA:s västkust. I ett försök att återuppta Richardsons planer avslöjar president Eden sina avsikter att använda Purityprojektet för att infektera vattnet med en modifierad FEV-stam. Detta skulle göra vattnet giftigt för alla muterade varelser och därmed ta död på nästan allt liv i Capital Wasteland, däribland människorna. Enclave däremot skulle vara immuna mot effekterna av FEV, på grund av deras "genetiska renhet" som är ett resultat av deras isolering, och därmed ta kontroll över hela Capital Wasteland. Lone Wanderer blir tvungen att ta ett FEV-prov och lämnar Enclaves högkvarter, vilket sker oavsett om denne gör det i fredliga avsikter eller efter att Lone Wanderer har övertygat president Eden att förstöra sig själv. Lone Wanderer återvänder till Citadel och informerar Brotherhood of Steel att Enclave besitter ett G.E.C.K.. Lone Wanderer förenar sig med Brotherhood of Steel i ett angrepp mot Jeffersonmonumentet och i striden används även en jättelik militärrobot vid namn Liberty Prime mot Enclave. Lone Wanderer tar sig tillsammans med Brotherhood of Steel-officern Sarah Lyons (röst av Heather Marie Marsden) in i Jeffersonmonumentets kontrollrum och möter där överste Autumn; Lone Wanderer kan välja att antingen döda honom eller övertala honom att lämna monumentet. Li informerar Lone Wanderer att reningsverket är klart för aktivering, men att koden måste matas in manuellt i kontrollrummet. Detta innebär att den som går in i kontrollrummet kommer att utsättas för dödlig strålning och problemet förvärras genom att reningsverket skadas och kommer att självförstöras om det inte aktiveras.

#### Slut
"Så slutar berättelsen om Lone Wanderer, som steg ut genom stora porten till Vault 101 och in i legendens annaler.
 
Fast mänsklighetens historia kommer aldrig att vara förbi, för kampen om överlevnad är ett krig utan slut,

och krig – krig förändras aldrig."

― Berättaren
Spelets slut bestäms utifrån Lone Wanderers följande handlingar:
- Lone Wanderer gör ingenting, vilket har till följd att reningsverket och Jeffersonmonumentet exploderar och dödar alla inuti det.
- Lone Wanderer offrar sig själv och matar in den rätta koden.
- Lone Wanderer ger Lyons den rätta koden och skickar in henne i kontrollrummet.

Med undantag för det första valet har spelaren även möjligheten att införa den modifierade FEV-stammen i reningsverket, vilket ytterligare påverkar spelets slut. Oavsett vilket val spelaren gör blir alla i kontrollrummet bländade av ett vitt ljus. En filmsekvens uppdelad i flera olika segment börjar spelas och handlingen i denna skildras av spelets berättare (röst av Ron Perlman). Filmsegmenten varierar beroende på vilken handling spelaren valde att göra i slutskedet av Fallout 3, vilka sidouppdrag Lone Wanderer slutförde samt spelfigurens karmanivå.
I Broken Steel skapas ett nytt val i slutskedet av Fallout 3, där Lone Wanderer istället kan be en av sina strålningsimmuna följeslagare att ta sig in i kontrollrummet för att mata in den rätta koden. Dessutom fortsätter spelet från denna punkt, där antingen Lone Wanderer och/eller Lyons överlever strålningen som de utsattes för. Efter att ha återhämtat sig får Lone Wanderer två veckor senare antingen nyheten om att reningsverket fungerar väl och pumpar ut rent vatten till Capital Wastelands invånare eller att spelarens handling fick en negativ inverkan på omvärlden på grund av införandet av den modifierade FEV-stammen.

## Utveckling

### Interplay Entertainment

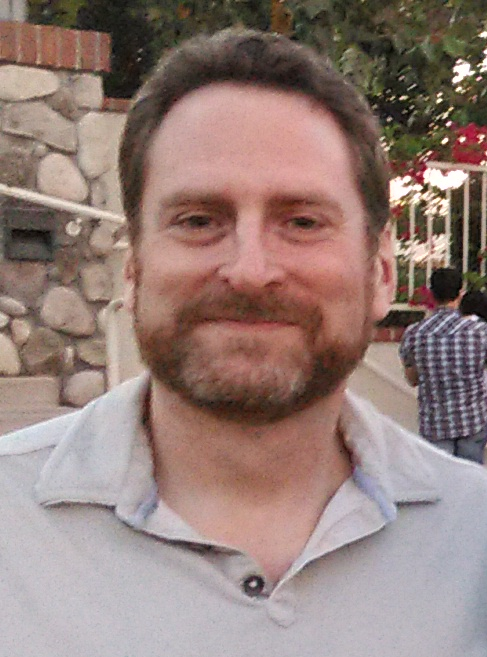
Leonard Boyarsky, som var med i arbetslaget bakom både Fallout och Fallout 2, var "mycket besviken" över att Interplay Entertainment och Black Isle Studios inte fick möjligheten att göra nästa Fallout-spel.

Fallout 3 var från början under utveckling av Black Isle Studios, en spelstudio som ägdes av Interplay Entertainment och som hade utvecklat Fallout 2, under arbetsnamnet Van Buren. Interplay Entertainment hade dock ekonomiska svårigheter och den 8 december 2003 stängdes Black Isle Studios innan Van Buren hann slutföras. Interplay Entertainment sålde rättigheterna för Fallout 3 till Bethesda Softworks, en spelstudio som vid tillfället främst var kända som utvecklarna av The Elder Scrolls-serien, för 1 175 000 dollar. Den version av Fallout 3 som Bethesda utvecklade byggdes upp från grunden och ingen programmeringskod eller annat material återanvändes från Black Isle Studios Van Buren-projekt; idéer från detta projekt, såsom Caesar's Legion och Hooverdammen, kom istället med i Fallout: New Vegas. I maj 2007 släpptes en spelbar demoversion av Van Buren till allmänheten.
Leonard Boyarsky, som var med i arbetslaget bakom både Fallout och Fallout 2, fick 2006 frågan om Interplay Entertainments försäljning av rättigheterna till Bethesda Softworks och han svarade då följande: "För att vara helt ärlig, jag var mycket besviken över att vi inte fick chansen att göra nästa Fallout-spel. Detta har ingenting att göra med Bethesda, det är bara det att vi [Black Isle Studios] alltid har känt att Fallout var vårt och att det bara var en teknikalitet att Interplay råkade äga det. Det kändes ungefär som att vårt barn hade sålts till den högstbjudande medan vi bara kunde sitta bredvid och titta på. Eftersom jag inte har någon aning om vad deras [Bethesda Softworks] planer är kan jag inte kommentera ifall jag tror att de är på väg i rätt riktning eller inte."

### Bethesda Softworks
Bethesda Softworks påbörjade arbetet med Fallout 3 i juli 2004, men den huvudsakliga utvecklingen av spelet började inte förrän efter The Elder Scrolls IV: Oblivion och dess nedladdningsbara innehåll hade släppts. Bethesda beslutade att göra Fallout 3 likt deras två föregående spel, där fokus låg på ett icke-linjärt spelupplägg och en berättelse kantad av svart humor. Bethesda valde också att satsa på ESRB-åldersrekommendationen M (Mature, det vill säga för personer över 17 år) genom att inkludera vuxna teman, våld och demoraliserande val, vilka är kännetecken för Fallout-serien. De beslutade att undvika från de självrefererande skämten som de föregående spelen i serien hade använt sig av, då dessa bröt den fjärde väggen. Fallout 3 använder sig av samma version av spelmotorn Gamebryo som i The Elder Scrolls IV: Oblivion och den utvecklades av arbetslaget som ansvarade för detta spel.
I februari 2007 meddelade Bethesda att Fallout 3 var "ganska långt från" en lansering, men att detaljerad information och förhandsvisningar skulle finnas tillgängligt senare under året. I juni 2007 tillkännagavs det av Game Informer att spelet var under utveckling för Microsoft Windows, Xbox 360 och Playstation 3; detta skedde efter ett uttalande av Bethesdas vice VD Pete Hines om att arbetslaget ville göra Fallout 3 till ett "multiplattformsspel".
Under en intervju med Official Xbox Magazine den 21 mars 2008 berättade spelets regissör Todd Howard att Fallout 3 hade utökats till nästan samma omfattning som The Elder Scrolls IV: Oblivion. Det fanns från början minst 12 versioner av den sista filmsekvensen, men med vidareutveckling utökades detta till över 200 möjliga alternativ i den slutgiltiga utgåvan, där alla dessa alternativ berodde på spelarens handlingar. En ursprunglig tanke var att återskapa hela Washington, D.C. i Fallout 3, men då detta skulle kräva en väldigt lång utvecklingstid och bli för komplicerat att hantera valde Bethesda att återskapa ungefär hälften av staden i spelet.
Spelets manusförfattare var Emil Pagliarulo, som tidigare hade arbetat med manuset för bland annat The Elder Scrolls IV: Oblivion. När Pagliarulo skrev manuset för Fallout 3 var han dock tvungen att angripa det på ett direkt motsatt sätt jämfört med The Elder Scrolls IV: Oblivion och Pagliarulo tog inspiration av öppningsscenen från Fallout, som han ansåg ha en stor betydelse för handlingen i Fallout 3.
Bethesda medverkade under E3 i juli 2008 för att visa upp Fallout 3. En Xbox 360-demoversion av spelet demonstrerades av Howard och i den syns spelfiguren i centrala Washington, D.C.. Demoversionen visade olika funktioner såsom Fat Man-vapnet, V.A.T.S. och Pip-Boy 3000 samt strider mot flera fiender. Demoversionen avslutades när figuren närmade sig Pentagon, som kontrollerades av Brotherhood of Steel, och blev attackerad av Enclave.

## Marknadsföring och lansering

### Trailrar

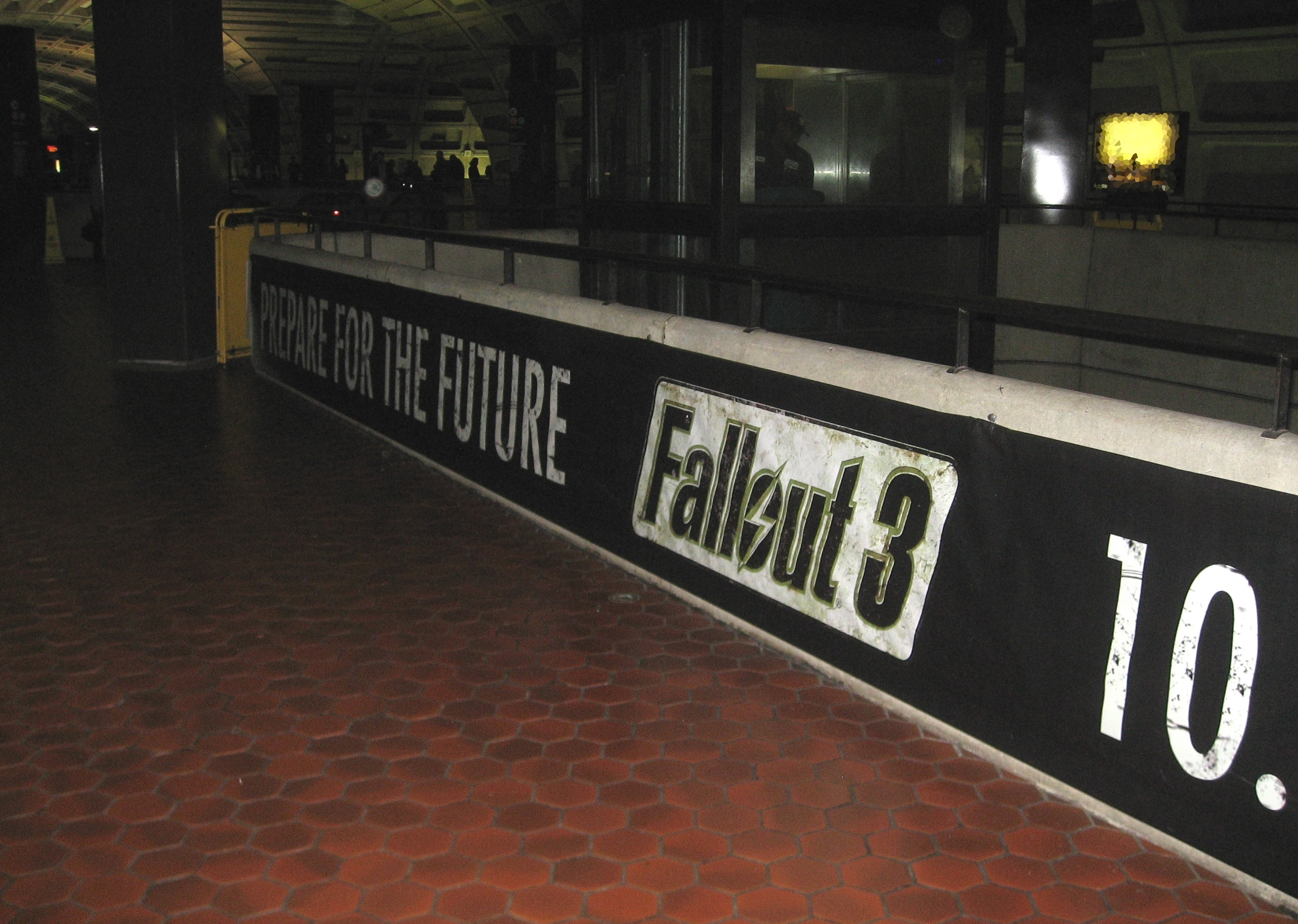
Reklamkampanj för Fallout 3 i Metro Center-stationen i Washington, D.C.

Den 2 maj 2007 skapades en teaserhemsida och denna innehöll illustrationer och musik från Fallout 3 samt en nedräkning till den 5 juni 2007. När den 5 juni kom släppte Bethesda den första trailern till spelet och bekräftade att lanseringen av Fallout 3 skulle ske under hösten 2008. I ett pressmeddelande som släpptes tillsammans med trailern antyddes det att Perlman skulle vara delaktig i projektet. Trailern innehöll The Ink Spots-låten "I Don't Want to Set the World on Fire", som Black Isle Studios hade tänkt licensiera för att använda redan i Fallout. Trailern skapades helt med hjälp av spelets Gamebryo-motor och visade ett ödelagt Washington, D.C. med det delvis förstörda Washingtonmonumentet i bakgrunden. Trailern avslutades med att Perlman sade sin catch phrase: "Krig. Krig förändras aldrig."
En andra trailer lanserades under ett E3-specialavsnitt av GameTrailers TV den 12 juli 2008. I denna trailer visades ett förstört hus i Washington, D.C. i förgrunden medan ruinerna av Washingtonmonumentet och Kapitolium syntes i bakgrunden. Två dagar senare släpptes en förlängd version av denna trailer, där en Vault-Tec-reklamfilm visades i början och videoklipp från själva spelet syntes i slutet. Båda versionerna av trailern använde sig av Bob Crosby and the Bobcats-låten "Dear Hearts and Gentle People".

### Filmfestival
Som en del av marknadsföringen av Fallout 3 presenterade Bethesda Softworks den 11 juli 2008 ett samarbete med American Cinematheque och Geek Monthly, där Bethesda skulle sponsra "en postapokalyptisk filmfestival". Filmfestivalen ägde rum den 22–23 augusti 2008 i Aero Theater i Santa Monica, Kalifornien. Sex postapokalyptiska filmer visades, som skildrar livet och händelser som kan inträffa efter en världsomvälvande katastrof; dessa filmer var Krigets trollkarlar (1978), Helvetespassagen (1978), A Boy and His Dog (1975), The Last Man on Earth (1964), Den siste mannen (1971) och De 12 apornas armé (1996).

### Utgåvor
| Innehåll                        | Utgåva   | Utgåva      | Utgåva  | Utgåva   | Utgåva           |
| Innehåll                        | Standard | Collector's | Limited | Survival | Game of the Year |
| ------------------------------- | -------- | ----------- | ------- | -------- | ---------------- |
| Spelskiva och instruktionshäfte | Ja       | Ja          | Ja      | Ja       | Ja               |
| Bonus-DVD                       | Nej      | Ja          | Nej     | Ja       | Nej              |
| Illustrationsbok                | Nej      | Ja          | Nej     | Ja       | Nej              |
| Vault Boy-bobblehead            | Nej      | Ja          | Nej     | Ja       | Nej              |
| Matlåda                         | Nej      | Ja          | Nej     | Ja       | Nej              |
| Power Armor-samlarfigur         | Nej      | Nej         | Ja      | Nej      | Nej              |
| Pip-Boy 3000-digitalur          | Nej      | Nej         | Nej     | Ja       | Nej              |
| Nedladdningsbart innehåll       | Nej      | Nej         | Nej     | Nej      | Ja               |

Fallout 3 lanserades i USA den 28 oktober 2008, i Sverige den 31 oktober 2008 och i Japan den 4 december 2008. Spelet släpptes i fem olika utgåvor, varav tre gjordes tillgängliga över hela världen och samtliga utgåvor, förutom Game of the Year Edition, fanns att köpa vid lanseringen av Fallout 3:
- Standardutgåvan innehåller spelskivan och instruktionshäftet utan några extra tillägg.
- Collector's Edition innehåller spelskivan, instruktionshäftet, en bonus-DVD, en illustrationsbok och en 5"-Vault Boy-bobblehead, som samtliga paketerades i en Vault-Tec-matlåda.[58] I Australien såldes denna utgåva exklusivt av Gametraders och EB Games.[59]
- Limited Edition innehåller, förutom spelskivan och instruktionshäftet, en Power Armor-samlarfigur. Denna utgåva släpptes enbart i Storbritannien genom återförsäljaren Game.[60]
- Survival Edition innehåller allt från Collector's Edition samt ett digitalur i form av en Pip-Boy 3000. Denna utgåva gjordes enbart tillgänglig på Amazon.com till kunder i USA.[61]
- Game of the Year Edition (som innehåller spelskivan, instruktionshäftet och samtliga fem nedladdningsbara innehållspaket) släpptes den 13 oktober 2009 i USA, 16 oktober 2009 i Europa, 22 oktober 2009 i Australien, 3 december 2009 i Japan[62] och via Steam den 17 december 2009.[3]

Fallout 3 & Oblivion Double Pack, en utgåva som innehåller både Fallout 3 och The Elder Scrolls IV: Oblivion, lanserades i USA den 3 april 2012 till Microsoft Windows och Xbox 360; enligt Bethesda hade de inte tillåtelse att släppa denna utgåva till Playstation 3.

## Nedladdningsbart innehåll

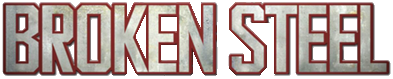
Broken Steel, det tredje nedladdningsbara innehållspaketet att lanseras till Fallout 3, ändrade spelets slut och fortsatte huvudberättelsen.

Totalt lanserades fem nedladdningsbara innehållspaket till Fallout 3 under 2009 och de släpptes i följande ordning: Operation: Anchorage, The Pitt, Broken Steel, Point Lookout och Mothership Zeta. Av dessa fem är det Broken Steel som har den största effekten på Fallout 3, då det ändrar spelets slut och tillåter spelaren att fortsätta på huvudberättelsen.
Howard bekräftade under E3 2008 att nedladdningsbart innehåll skulle vara förberett för Xbox 360- och Microsoft Windows-versionerna av Fallout 3. Inget nedladdningsbart innehåll tillkännagavs till en början för Playstation 3-versionen av spelet. Bethesda erbjöd inte någon officiell förklaring till varför det nedladdningsbara innehållet inte skulle släppas till Playstation 3, men Colin Sebastian från Lazard Capital Markets spekulerade att det kan ha varit resultatet av en uppgörelse mellan Bethesda och Microsoft, som var Sonys konkurrent. Howard gav i januari 2009 ett nekande svar på frågan om Playstation 3-versionen skulle få en uppdatering som gjorde det möjligt att spela Fallout 3 efter slutet av huvudberättelsen. Fast i maj 2009 meddelade Bethesda att de tre tidigare lanserade nedladdningsbara innehållspaketen (Operation: Anchorage, The Pitt och Broken Steel) skulle göras tillgängliga för Playstation 3-versionen; de två senare (Point Lookout och Mothership Zeta) släpptes till samtliga plattformar.
Den 1 oktober 2009 släpptes ett New Xbox Experience-premiummotiv för Fallout 3 till Xbox 360 och det förvärvades genom att antingen betala 240 Microsoft Points eller genom att ha laddat ned allt nedladdningsbart innehåll till spelet. Playstation 3-användarna fick ett gratis motiv med en spelfigur från Brotherhood of Steel i bakgrunden och det innehöll även symboler från Fallout 3 som ikoner på spelkonsolens startmeny. Den 11 december 2008 gjordes den officiella baneditorn, med namnet G.E.C.K., tillgänglig för Microsoft Windows-versionen av Fallout 3, som en gratis nedladdning från spelets hemsida.

## Mottagande
| Mottagande                | Mottagande                                                                                              |
| Samlingsbetyg             | Samlingsbetyg                                                                                           |
| Tjänst                    | Betyg                                                                                                   |
| ------------------------- | --- |
| Gamerankings              | 92,85% (77 recensioner) (Xbox 360) 90,85% (39 recensioner) (PC) 90,52% (46 recensioner) (Playstation 3) |
| Metacritic                | 93/100 (84 recensioner) (Xbox 360) 91/100 (48 recensioner) (PC) 90/100 (57 recensioner) (Playstation 3) |
| Moby Games                | 91/100 (Xbox 360) 88/100 (PC) 90/100 (Playstation 3)                                                    |
| Recensionsbetyg           | |
| Publikation               | Betyg                                                                                                   |
| 1UP.com                   | A |
| Allgame                   | [ 83 ]                                                                                                  |
| Edge                      | [ 84 ]                                                                                                  |
| Electronic Gaming Monthly | A, B+, A+                                                                                               |
| Eurogamer                 | [ 86 ]                                                                                                  |
| Famitsu                   | 38/40                                                                                                   |
| FZ                        | [ 88 ]                                                                                                  |
| Game Informer             | [ 89 ]                                                                                                  |
| Gamespot                  | (Xbox 360)                                                                                              |
| Gamespy                   | [ 17 ]                                                                                                  |
| Gamereactor               | [ 91 ]                                                                                                  |
| IGN                       | (Xbox 360/PC) (Playstation 3)                                                                           |
| Official Xbox Magazine    | [ 94 ]                                                                                                  |
| PC Gamer US               | 91% |
| Videogamer.com            | [ 96 ]                                                                                                  |
| Giant Bomb                | [ 97 ]                                                                                                  |
| Kotaku                    | Positiv                                                                                                 |
| Loading.se                | [ 99 ]                                                                                                  |
| Svenska Dagbladet         | 5/6 |

Recensionerna för Fallout 3 var främst starkt positiva. Erik Brudvig från IGN kallade Fallout 3 för ett "fantastiskt spel med en otrolig atmosfär som erbjuder underhållning på så många olika sätt som säkerligen kommer få dig att fastna för det." Han skrev även att den "ovanliga mängden realism" i kombination med "ändlösa samtalsalternativ" producerade "en av de mest interaktiva upplevelserna inom denna generation". Brudvig berömde spelets minimalistiska ljuddesign och skrev att "du kommer att finna dig utan något annat än ljudet av vinden som prasslar genom ruttnande träd och blåser damm över karga slätter... Fallout 3 visar att mindre kan vara mer". Will Tuttle från Gamespy berömde Fallout 3 för dess "engagerande handling, oklanderliga presentation och hundratals timmar av beroendeframkallande spelande". Tuttle berömde även spelets miljöer och skrev att "det finns gott om små detaljer här och där för att påminna spelaren om att detta en gång var en levande värld". Kevin VanOrd från Gamespot ansåg att striderna i spelet i allmänhet var ganska tillfredsställande, men att de var någorlunda klumpigt hanterade. Andrew Reiner från Game Informer beskrev V.A.T.S. som "vackert utformat", som "producerade ett större spektakel och också höjer intensiteten dramatiskt." Jonas Mäki från Gamereactor ansåg att "minsta hydda eller gömställe har omsorgsfullt modellerats och givits trovärdighet." Mike Fahey från Kotaku var positivt inställd till Inon Zurs musik, men ansåg att det var låtarna från 1940-talet som var överlägsna all annan musik i spelet.
Tim Cain, som var med i arbetslaget bakom både Fallout och Fallout 2, var positivt inställd till spelets artistiska riktning och detaljrikedom. Dock var Cain mer negativ gentemot spelets slut, som han inte ansåg knöt samman de val spelaren hade gjort tidigare under spelets gång, samt att han tyckte att Fallout 3 återanvände för mycket från tidigare Fallout-spel. Chris Avellone, som var med i arbetslaget bakom Fallout 2, ansåg att Fallout 3 levde upp till de tidigare spelens eftermäle på flera plan, men han tyckte dock att vissa spelfigurer var undermåligt utvecklade. Brian Fargo, en av grundarna av Interplay Entertainment, tyckte att Bethesda gjorde ett bra arbete med Fallout 3 även om spelet gick emot den vision han själv hade för det.
Spelets slut, artificiella intelligens och stela animationer var gemensamma nämnare bland recensenternas negativa kritik. Mäki beskrev spelets animationer som "generellt sett direkt dåliga" och han skrev att Fallout 3 "känns som ett light-[The Elder Scrolls IV:] Oblivion". Buggar, spelkraschar och röstskådespeleriet ledde också till en del negativ kritik.

### Försäljning
Från spelets lansering i oktober 2008 till slutet av detta år såldes Fallout 3 i över 4 700 000 exemplar. Under första veckan efter lanseringen hade spelet sålt fler exemplar än samtliga andra spel i Fallout-serien kombinerat och försäljningssiffrorna var 57% högre än de från första veckan efter lanseringen av The Elder Scrolls IV: Oblivion i mars 2006. Enligt marknadsundersökningsföretaget NPD Group hade Xbox 360-versionen sålt 1 140 000 exemplar i januari 2009 medan Playstation 3-versionen hade sålt 552 000 exemplar. Xbox 360-versionen var det fjortonde bäst säljande spelet i december 2008 i USA medan Playstation 3-versionen under samma månad var det åttonde bäst säljande spelet till denna konsol i USA. Fallout 3 var ett av de mest spelade spelen på Xbox Live under 2009 och på Games for Windows – Live under 2009, 2011 och 2012. När Fallout 4 utannonserades i juni 2015 ökade tillfälligt försäljningen av Game of the Year-utgåvan av Fallout 3 med 1 163% på Amazon.com:s lista Amazon Movers & Shakers. Marknadsundersökningsföretaget Electronic Entertainment Design and Research uppskattade 2015 att Fallout 3 hade sålt 12 400 000 exemplar över hela världen.

### Utmärkelser och eftermäle
Fallout 3 vann några utmärkelser efter att det hade visats på E3 2007. IGN gav spelet utmärkelsen som Game of E3 2007 och Fallout 3 vann även i Gamespots kategori Best Role-Playing Game of E3 2007. Efter spelets demonstration på E3 2008 gav IGN Fallout 3 utmärkelserna Best Overall RPG, Best Overall Console Game och Overall Game of the Show. Game Critics Awards gav spelet utmärkelserna Best Role-Playing Game och Best of Show på E3 2008.
Fallout 3 fick flera utmärkelser från speljournalister och webbplatser efter dess lansering. Vid Game Developers Choice Awards 2009 vann det utmärkelsen Game of the Year tillsammans med Best Writing. Spelet tilldelades även utmärkelsen Game of the Year av IGN, Gamesradar, Gamespy, UGO Networks, Gamasutra och Golden Joystick Awards. Spelet vann PC Game of the Year av Gamepro, Gamespy, Gametrailers och Gamespot, där de två senare även gav Fallout 3 utmärkelsen Best RPG. I kategorin Xbox 360 Game of the Year utsågs Fallout 3 till vinnaren av Official Xbox Magazine, Gamespy och IGN.
IGN utsåg Fallout 3 till det bästa spelet från 2008 på deras lista Best Video and Computer Games of the Decade, på plats 7 på den sammanställda listan över Best Video and Computer Games of the Decade samt på plats 10 på listan Top 100 RPGs of All Time. 2012 rankade G4TV Fallout 3 på plats 75 över de bästa datorspelen genom tiderna. I Guinness World Records 2009: Gamer's Edition kallades spelet för "[e]tt storslaget äventyr som du aldrig glömmer och ett spel man måste ha."
Fallout 3 var ett av spelen som var med i konstutställningen The Art of Video Games på Smithsonian American Art Museum under 2012, där det även vann inom kategorin Adventure för plattformen Modern Windows.

### Tekniska problem med Playstation 3-versionen
Fallout 3 fick negativ kritik för buggar som påverkade spelets fysik och gjorde så att det kraschade; vissa buggar avbröt pågående uppdrag och förhindrade spelaren från att göra framsteg i spelet. Kort innan spelets lansering hade IGN lagt upp en recension av Fallout 3 och där nämnt flera buggar i Playstation 3-versionen. En av dessa buggar gjorde att hela spelet hängde sig och den fick skärmen att se suddig ut när vänner loggade in till och ut från Playstation Network. IGN:s recension redigerades kort därefter och då togs alla hänvisningar till Playstation 3-versionens buggar bort, vilket orsakade kontroverser inom Playstations spelarkrets. Dessa ursprungliga buggar har senare återigen nämnts av IGN samt av andra recensenter.

### Kontroverser blandFallout-seriens fans
Flera fans var inte nöjda med den riktning som Fallout-serien hade tagit sedan rättigheterna hade förvärvats av Bethesda. Fansen var ökända för deras stöd av seriens två första spel, Fallout och Fallout 2, och var medlemmar på bland annat en av de äldsta Fallout-fansajterna No Mutants Allowed. Medlemmarna kritiserade Fallout 3:s avvikelse från de ursprungliga spelens berättelser, spelmekaniker och miljöer. Kritik riktades även mot förekomsten av orörd mat efter 200 år, bevarade träbyggnader efter en kärnvapenexplosion, den gränslösa närvaron av Super Mutants under de tidiga nivåerna i Fallout 3, kvaliteten på spelets manus, dess autenticitet, övergången till ett förstapersonsformat och den omgivande spelvärldens reaktionsförmåga gentemot spelarens handlingar. Jim Sterling från Destructoid besvarade dessa anmärkningar med att kalla fangrupper såsom de från No Mutants Allowed för "själviska" och "arroganta". Sterling konstaterade att en ny publik förtjänade en chans att få spela ett Fallout-spel och att om spelserien hade förblivit så som den var 1997 skulle nya spel aldrig ha släppts. Luke Winkie från Kotaku sade att det var en fråga om ägarskap och att i Fallout 3:s fall hade fansen av de två ursprungliga spelen bevittnat sina favoritspel förvandlas till något annat.

## Regionala skillnader

### Australien

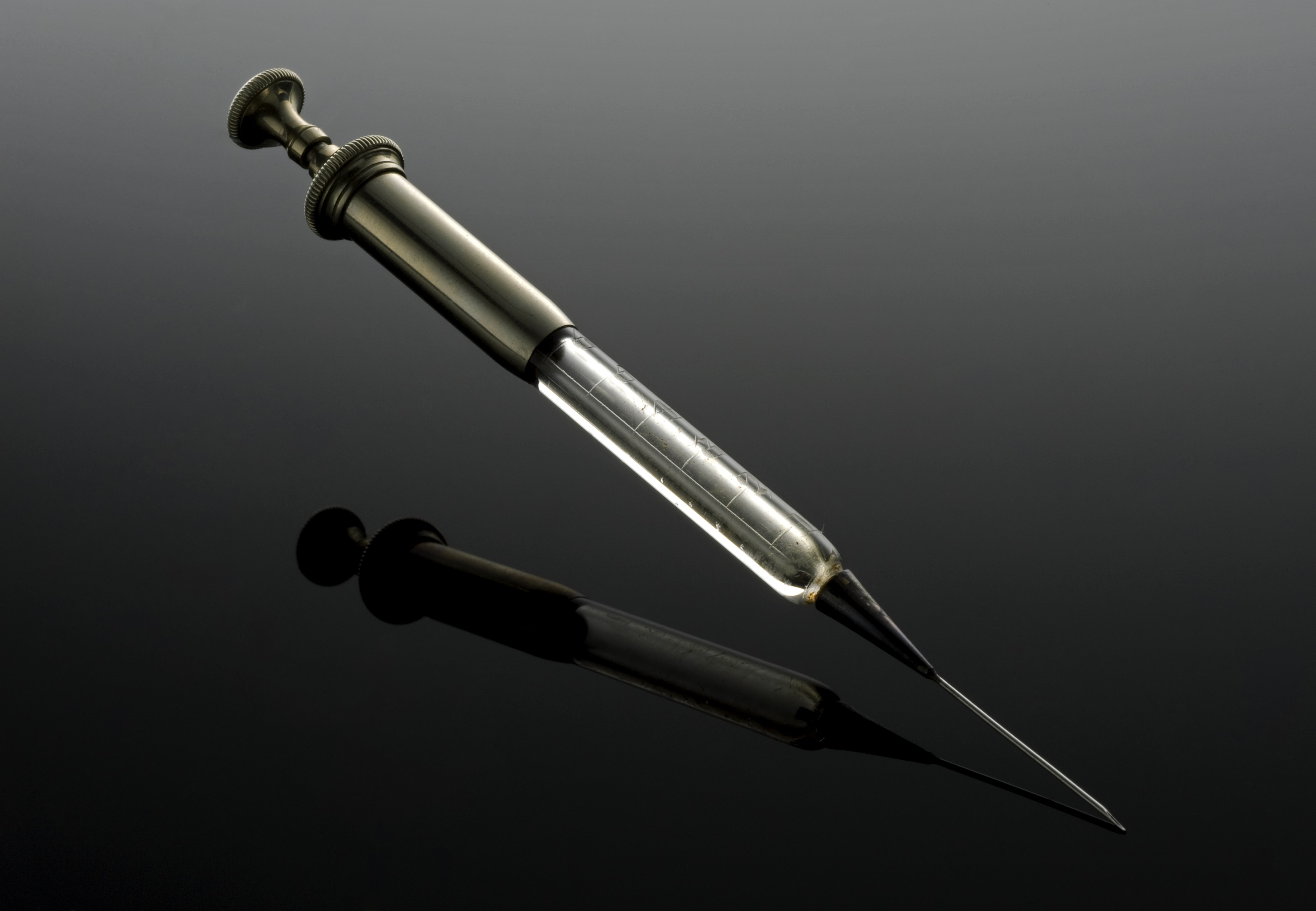
Fallout 3 nekades till en början klassificering i Australien på grund av "realistisk visuell framställning av droger" och morfin, som skulle ha varit med i spelet, fick döpas om till Med-X.

Den 4 juli 2008 vägrade Australian Classification Board (ACB) att klassificera Fallout 3 i Australien, vilket skulle göra spelet olagligt att distribuera eller köpa i landet. För att Fallout 3 skulle kunna klassificeras var det stötande innehållet i den australiensiska versionen av spelet tvunget att tas bort av Bethesda och sedan lämnas in på nytt till ACB. Enligt ACB:s rapport nekades spelet klassificering på grund av "realistisk visuell framställning av droger och deras leveransmetod och sålunda [införandet av] 'science fiction'-droger i linje med 'verkliga' droger".
En reviderad version av Fallout 3 lämnades in till ACB och klassificerades till MA15+ den 7 augusti 2008; denna klassificering säkerställde att spelet kunde säljas lagligt i Australien. Enligt ACB:s rapport hade droginnehållet inte helt tagits bort från den reviderade versionen av Fallout 3, men animationen som visade den faktiska användningen av drogerna hade tagits bort. En minoritet av de som ställde sig bakom beslutet konstaterade att droginnehållet i spelet ändå var tillräcklig för att vägra en klassificering.
I en senare intervju med Edge avslöjade Bethesda att det enbart skulle finnas en version av Fallout 3, som skulle lanseras internationellt, och att denna version skulle avlägsna samtliga verkliga drogreferenser. Det klargjordes senare att den enda ändringen som hade skett var att morfin, en verklig drog som skulle ha funnits med i spelet, i stället hade döpts om till Med-X.

### Indien
Den 22 oktober 2008 meddelade Microsoft att Fallout 3 inte kommer att släppas i Indien till Xbox 360, där religiösa och kulturella känsligheter nämndes som skäl. Microsoft konstaterade att de "strävar ständigt efter att släppa de bästa spelen till indiska konsumenter i synkronisering med deras internationella lansering. Fast på grund av kulturella känsligheter i Indien har vi tagit affärsbeslutet att inte lansera Fallout 3 i landet." Även om några specifika skäl inte offentliggjordes är det möjligt att beslutet berodde på att spelet innehåller muterade kor med två huvuden som kallas för brahmin. Brahmin är namnet på ett uråldrigt, kraftfullt och ärftligt kast av hinduiska präster och religiösa lärlingar i Indien. Ordet brahmin har även en likhet med stavningen av brahman (en typ av kor inom zeburasen som har sitt ursprung i Indien och som vördas av hinduer), Brahma (en gud inom hinduismen som representerar världens skapare), brahman (världssjälen inom hinduismen och indisk filosofi) och Brahmana (avhandlingar rörande fornindiernas kult och vediska ritualer).

### Japan
Bethesda ändrade sidouppdraget "The Power of Atom" i den japanska versionen av Fallout 3 för att lindra oron angående spelets skildring av atomdetonationer i bebodda områden, eftersom minnet av atombombningarna av Hiroshima och Nagasaki i augusti 1945 fortfarande levde starkt i landet. I icke-japanska versioner av spelet kan spelaren få möjligheten att antingen desarmera, ignorera eller spränga den vilande atombomben i Megaton. Dock är figuren Burke frånvarande i den japanska versionen av Fallout 3, vilket gör det omöjligt att välja att detonera bomben. I den japanska versionen döptes dessutom Fat Man-vapnet om till Nuka Launcher, då det ursprungliga namnet var en referens till Fat Man-bomben som släpptes över Nagasaki. Enligt Tetsu Takahashi, som var ansvarig för att föra in Fallout 3 till Japan via företaget Zenimax Asia, var de tillgängliga handlingarna i "The Power of Atom"-sidouppdraget och möjligheten att döda civila orsakerna till att spelet nästan förbjöds av Computer Entertainment Rating Organization (CERO). Efter Bethesdas ändringar klassificerades Fallout 3 till Z av CERO.

## Musik
Spelets musik komponerades av Inon Zur, men han ansåg sig inte vara den enda personen som arbetade med musiken till Fallout 3. Zur poängterade att han själv enbart gjorde runt hälften av arbetet och att både Howard och ljuddesignern Mark Lambert hjälpte honom att få till rätt stämningsmusik i spelet. Zur har också sagt att han tänkte ut att spelets soundtrack skulle beröra spelaren på ett psykologiskt plan och inte bara baserat på vad denne såg på skärmen. På så sätt skulle spelaren rent musikaliskt sett vara före de händelser som utspelade sig i den miljö denne befann sig i. Förutom några få undantag komponerade Zur hela Fallout 3:s soundtrack med hjälp av en sampler. Han inspirerades av musiken från The Road Warrior, Full Metal Jacket och filmer som handlar om Vietnamkriget.
Spelets soundtrack fortsatte Fallout-seriens tradition med att använda populärmusik av amerikanska storband från 1940-talet, där signaturmelodin och några andra låtar var inspelade av The Ink Spots och The Andrews Sisters. Andra artister som förekommer på spelets soundtrack är bland annat Roy Brown, Billie Holiday, Billy Munn, Cole Porter och Bob Crosby. Ett promosoundtrack med fem låtar samt en Brotherhood of Steel-affisch gavs ut till de personer som förhandsbeställde Fallout 3 via Gamestop.
| 1.           | Main Title               | 2:04  |
| 2.           | New World, New Order     | 1:34  |
| 3.           | Lockstep                 | 1:37  |
| 4.           | Price of Honor           | 1:40  |
| 5.           | Fortress                 | 1:41  |
| 6.           | Unwelcome Guest          | 3:38  |
| 7.           | Ambush                   | 3:29  |
| 8.           | Never Surrender          | 2:03  |
| 9.           | Metal on Metal           | 3:28  |
| 10.          | Behemoth                 | 2:43  |
| 11.          | Think Fast, Shoot Faster | 3:00  |
| 12.          | Chance to Hit            | 3:00  |
| 13.          | Forgotten                | 3:34  |
| 14.          | Clues in the Darkness    | 3:25  |
| 15.          | No Way Out but Through   | 3:38  |
| 16.          | Out of Service           | 3:36  |
| 17.          | The Ferals               | 3:16  |
| 18.          | Gotta Start Somewhere    | 2:03  |
| 19.          | Old Lands, New Frontiers | 3:28  |
| 20.          | Pieces of the Past       | 3:25  |
| 21.          | City of Ruin             | 4:04  |
| 22.          | Wandering the Wastes     | 3:26  |
| 23.          | Ashes and Sand           | 2:48  |
| 24.          | What Remains             | 3:32  |
| 25.          | Place of Refuge          | 2:37  |
| 26.          | The Smallest Hope        | 2:44  |
| 27.          | The Caravans             | 3:31  |
| 28.          | Megaton                  | 3:27  |
| 29.          | A Stranger in Town       | 3:18  |
| Total längd: | Total längd:             | 85:45 |